# Skifer
 Der er for få eller ingen kildehenvisninger i denne artikel, hvilket er et problem. Du kan hjælpe ved at angive troværdige kilder til de påstande, som fremføres i artiklen.

Skifer (skiferplader benyttes også som betegnelse for kunstskifer tagplader) er en finkornet sedimentær eller metamorf bjergart, som bl.a. dannes af ler og mudder.
Skifer brugtes i stor stil til tagdækning i Storbritannien og Norge, der har naturlige skiferforekomster. I dag betragtes det som for dyrt, og i stedet bruges kunstskifer eller imiteret skifer. Da naturskifer i lang tid har været ualmindelig som tagdækningsmateriale i Danmark, bliver ordet skifer om tagdækning ofte brugt om dækning med små plader – i modsætning til tegl, der oftest er bølget. Skifer-eternit, der udelukkende er eternit, kaldes skifer. Når der tales om stenarten skifer, bruges betegnelser som naturskifer eller ægte skifer. Nuancer af grå og sort.
Fra Norge importeres i mindre omfang skifertyperne Alta-skifer og Oppdal-skifer til beklædning af facader. Fra Wales Ffestiniog skifer til tagdækning. De norske skifertyper er ofte lysere og hårdere end de britiske. Et alternativ til de dyre skifertyper fra Nordeuropa er skifertyper fra Sydeuropa og Asien. De sælges oftest til gulve, terrasser og stier. De har ofte farvespil med brunlige, gullige og rødlige nuancer.